# فریتس پرلز
فردریش (فردریک) سالومون پرلز (به آلمانی: Fritz Perls) (زاده ۸ ژوئیهٔ ۱۸۹۳- مرگ ۱۴ مارس ۱۹۷۰)، معروف به فریتس پرلز، روان‌پزشک و روان‌درمانگر برجسته آلمانی‌الاصل بود. پرل اصطلاح «گشتالت درمانی» را به‌منظور شناخت روشی برای روان‌درمانی که به همراه همسرش لورا پرلز در دهه‌های ۱۹۴۰ و ۱۹۵۰ ایجاد کرده بودند ابداع کرد. پرلز در سال ۱۹۶۴ به مؤسسه اسالن پیوست و زندگی خود را تا سال ۱۹۶۹ آنجا سپری کرد. رویکرد او به روان‌درمانی در ارتباط با روان‌شناسی گشتالت، و نه عیناً مشابه با آن، می‌باشد و متفاوت با روان درمانی نظری گشتالت می‌باشد.
هسته مرکزی فرایند گشتالت‌درمانی با آگاهی از احساس، ادراک، احساسات جسمی، هیجان و رفتار، در زمان حاضر افزایش می‌یابد. بر رابطه، همراه با ارتباط بین خود، محیط آن، و دیگری تأکید شده است.

## زندگی
فریتس پرلز در سال ۱۸۹۳ در برلین، آلمان متولد شد. او با شیوه زندگی بوهمین در برلین بزرگ شد.
از او انتظار می‌رفت که همانند دایی‌اش به‌دنبال تحصیل در رشتهٔ حقوق برود، اما در عوض شروع به تحصیل در رشتهٔ پزشکی کرد. پرلز در طول جنگ جهانی اول به ارتش آلمان ملحق شد. او بعد از جنگ در سال ۱۹۱۸ به تحصیل در رشتهٔ پزشکی ادامه داد و دو سال بعد به‌عنوان متخصص اعصاب و روان فارغ‌التحصیل شد. پرلز پس از آن دستیار کورت گلدشتاین، کسی که با سربازهایی که دچار ضربه مغزی شده شده بودند کار می‌کرد، شد؛ و در نهایت به روان‌تحلیل‌گری علاقه‌مند شد.
فریتس پرلز در سال ۱۹۲۷ به عضویت سمینارهای فنی ویلهلم رایش در وین درآمد. تفکرات رایش از تحلیل شخصیت پرلز را به‌شدت تحت‌تأثیر قرار داد؛ و در سال ۱۹۳۰ رایش سرپرست ارشد روان‌کاو پرلز در برلین شد.
پرلز در سال ۱۹۳۰ با لورا پرلز (با نام اصلی Lore Posner) ازدواج کرد و صاحب دو فرزند به نام‌های رینیت و استفان شدند. خیلی زود پس از به روی کار آمدن رژیم هیتلر در سال ۱۹۳۳، به علت نژاد یهودی خود، و نیز به علت فعالیت‌های سیاسی ضد فاشیستی خود به همراه لورا و فرزند اولشان رینیت به هلند گریختند و یک سال پس از آن به آفریقای جنوبی، جایی که یک مؤسسه آموزشی روان‌تحلیل‌گری بنا نهاد مهاجرت کردند. در سال ۱۹۳۶ ملاقاتی کوتاه و نه چندان رضایت‌بخش با فروید داشت.
فریتس پرلز در سال ۱۹۴۲ به ارتش آفریقای جنوبی ملحق شد و به عنوان روان‌پزشک ارتش با درجهٔ سروان تا سال ۱۹۴۶ خدمت کرد. مادامی که پرلز در آفریقای جنوبی بود تحت‌تأثیر نظریه «کل‌نگری» جان اسموتس قرار داشت. در طول این مدت، اولین کتاب خود نفس، گرسنگی، و پرخاشگری را (انتشار در سال ۱۹۴۲ و باز نشر در سال ۱۹۴۷) نوشت. لورا پرلز نگارش دو بخش از این کتاب را بر عهده داشت.
فریتس و لورا پرلز در سال ۱۹۴۶ آفریقای جنوبی را به مقصد نیویورک ترک کردند، در آن‌جا فریتز پرلز مدت کوتاهی با کارن هورنای و ویلهلم رایش کار کرد. او کتاب دوم خود را با مساعدت نویسنده و روشن‌فکر اهل نیویورک، پاول گودمن، کسی که نگارش بخش نظری دوم کتاب را بر اساس نکته‌های دست‌نویس پرلز بر عهده گرفت، نوشت. پرلز و گودمن تحت‌تأثیر کار کورت لوین و اتوو رنک قرار داشتند. همراه با بخش تجربی ابتدای کتاب که توسط رالف هفرلین نوشته شد، کتاب با عنوان گشتالت‌درمانی در سال ۱۹۵۱ چاپ شد.
پس از آن، فریتز و لورا اولین مؤسسه گشتالت را در آپارتمان خود در منهتن دایر کردند. فریتس پرلز به‌منظور برگزاری کارگاه‌های آموزشی و آموزش گشتالت شروع به سفر در سراسر ایالات متحده آمریکا کرد.
در خارج از حیطه علم روان‌درمانی معروفیت فریتس پرلز به‌دلیل متنی است که از آن با عنوان زمزمه گشتالت یاد می‌شود.
در سال ۱۹۶۹ پرلز مؤسسه اسالن را ترک و انجمن گشتالت را در دریاچه کوویچان در جزیره ونکوور کانادا پایه‌گذاری کرد.
فریتس پرلز در تاریخ ۱۴ مارس ۱۹۷۰ بعد از عمل جراحی قلب در بیمارستان یادبود لوییس ای. ویس در شیکاگو بر اثر حملهٔ قلبی درگذشت.